# Роман (Врачанска област)
Роман (буг. Роман) је град у Републици Бугарској, у северном делу земље, седиште истоимене општине у оквиру Врачанске области.

## Географија
Положај: Роман се налази у северном делу Бугарске. Од престонице Софије град је удаљен 105 km северно, а од обласног средишта, Враце град је удаљен 40 km источно.
Рељеф: Област Романа се налази у југозападном ободу Влашке низије, док јужно од града издиже Стара планина. Надморска висина града је око 150 m.
Клима: Клима у Роману је континентална.
Воде: Роман се налази на реци Искар. У околини града има више потока.

## Историја
Област Романа је првобитно било насељено Трачанима, а после њих овом облашћу владају стари Рим и Византија. Јужни Словени ово подручје насељавају у 7. веку. Од 9. века до 1373. г. област је била у саставу средњовековне Бугарске.
Крајем 14. века област Романа је пала под власт Османлија, који владају облашћу 5 векова.
Године 1878. град је постао део савремене бугарске државе. Насеље постоје убрзо средиште окупљања за села у околини, са више јавних установа и трговиштем. Насеље добија градска права 1974. г.

## Становништво
По проценама из 2010. г. Роман је имао око 3.200 ст. Огромна већина градског становништва су етнички Бугари. Остатак су махом Роми. Последњих деценија град губи становништво због удаљености од главних токова развоја у земљи.
Претежан вероисповест месног становништва је православна.